# ウィリアム・モール (初代パンミュア伯爵)
初代パンミュア伯爵ウィリアム・モール（英語: William Maule, 1st Earl Panmure、1700年 – 1782年1月4日）は、スコットランド出身の軍人、政治家、アイルランド貴族。

## 生涯
ハリー・モール閣下（1659年10月18日 – 1734年6月23日、第2代パンミュア伯爵ジョージ・モールの三男）と1人目の妻メアリー（Mary、旧姓フレミング（Fleming）、1702年3月没、第5代ウィッグトン伯爵ウィリアム・フレミングの娘）の三男として、1700年に生まれた。父も伯父第4代パンミュア伯爵ジェームズ・モールもジャコバイトであり、1715年ジャコバイト蜂起の後に大陸ヨーロッパに逃亡した。4代パンミュア伯爵はフランスに渡った後、1717年から1718年にかけてイタリアに滞在、1719年にフランスに戻った。一方、父はネーデルラント連邦共和国（オランダ）に渡り、息子であるウィリアムも1718年にライデン大学で教育を受けた。翌1719年、パリのコレージュ・デコッセに入学した。
父が1719年に恩赦を受けて帰国したものの、4代パンミュア伯爵は1723年にパリで客死、以降父が名目上のパンミュア伯爵として爵位と家領の回復を目指した。1727年にジョージ2世がグレートブリテン国王に即位すると、兄ジェームズとともに宮廷に現れた。兄は庶民院議員就任を目指して失敗、1729年4月16日に死去したが、ウィリアムは1727年10月にエンサイン（歩兵少尉）として第1歩兵連隊に入隊した。
父は初代アイラ伯爵アーチボルド・キャンベル（1743年に第3代アーガイル公爵）の庇護下に入り、家領を買い戻そうとしたが許可を得られず、1734年6月23日に死去した。これによりウィリアムがモール家家長になり、1735年にフォーファーシャー選挙区から出馬し、ロバート・スコットとジェームズ・カーネギー（James Carnegie、元議員ジョン・カーネギーの息子）を破って当選した。以降1782年に死去するまで再選を続けた。議会ではウォルポール内閣期（1730年 – 1742年）に政府を支持し、ウォルポール内閣が崩壊した後も引き続き政府を支持した。ただし、1746年2月にカンバーランド公爵ウィリアム・オーガスタスから「ジャコバイトの支持により議員に当選した」との疑いをもたれている。一方、陸軍に入隊した直後はなかなか昇進できず、1737年にロシズ伯爵の歩兵連隊の大尉に、1741年に近衛歩兵第3連隊の副隊長に昇進した程度だった。
1743年、オーストリア継承戦争におけるデッティンゲンの戦いに参戦した後、同年4月6日にアイルランド貴族であるウォーターフォード県におけるホワイトチャーチのモール子爵とウェックスフォード県におけるフォースのパンミュア伯爵に叙された。この爵位は初代伯爵の男系男子が断絶した場合、初代伯爵の異母弟ジョンが継承するという特別残余権（special remainder）が付されている。その後、1745年のフォントノワの戦いに参戦して、同年に少佐に昇進した。1747年に第25歩兵連隊隊長（軍階は大佐）に昇進した。1752年に第21歩兵連隊隊長に転じ、七年戦争中の1756年にミノルカ島が占領されるとジブラルタルに派遣された。1755年に少将、1758年に中将、1770年4月に陸軍大将に昇進、1770年11月に第21歩兵連隊隊長から第2竜騎兵連隊隊長に転じた。
順調に昇進を続けたものの、部下が総督職や竜騎兵連隊隊長に任命される一方自身が歩兵連隊隊長のままであることに不満を感じ、1759年5月に首相初代ニューカッスル公爵トマス・ペラム＝ホリスに直訴したが、ニューカッスル公爵が取りあわなかったため、アバディーン・バラ選挙区のデイヴィッド・スコット（与党派ホイッグ党所属）への対立候補を立てようとするなど野党との連携を模索するようになった。1760年にジョージ3世が国王に即位するとその寵臣である第3代ビュート伯爵ジョン・ステュアートを支持、七年戦争の予備講和条約に賛成した。
1763年春にはついに友人アレクサンダー・フォレスターが（1715年ジャコバイト蜂起への関与により没収された）パンミュア伯爵（第1期）、サウセスク伯爵、マーシャル伯爵の領地を競売にかける法案を可決させ、パンミュア伯爵は1764年2月20日にエディンバラで行われたオークションに出席して、約49,157ポンド18シリング4ペンスで家領を落札した。これらの領地について、パンミュア伯爵はまず伯爵位と同様の継承順位を定め、続いて1779年に継承順位を変更し、自身と異母弟ジョンの男系男子が断絶した場合は姉妹ジーン（Jean、1769年4月27日没）の息子にあたる第8代ダルハウジー伯爵ジョージ・ラムゼイおよびダルハウジー伯爵の次男ウィリアムが継承するとした。ジョンが生涯未婚のまま1781年7月に死去すると、パンミュア伯爵は同年10月12日に継承順位を更新してジョンの名前を削除した。
家領を取り戻した後はベッドフォード公爵派の一員になり、野党の一員として1766年2月22日に1765年印紙法の廃止に反対票を投じた。1768年イギリス総選挙では第3代グラフトン公爵オーガスタス・フィッツロイの支持を受けたトマス・ライアン閣下が立候補したが、パンミュア伯爵が引き続き当選した。しかし、ライアン家が脅威になる勢力であることは変わりなく、総選挙の後にはじまった交渉の結果、1770年にモール家とライアン家は妥協した。協定の内容はライアン家がパンミュア伯爵を支持し、その代償としてパンミュア伯爵が今後不出馬を決めた場合、トマス・ライアンの選出に反対しないというものだった。パンミュア伯爵は以降議会で概ね政府を支持した。
1782年1月4日、生涯未婚のままエディンバラで死去した。パンミュア伯爵位は後継者がおらず廃絶、領地は1779年と1781年の規定通り8代ダルハウジー伯爵が継承した。1735年から1782年までという長い議員生涯だったが、演説の記録はなかったという。

## 人物
長身で顔立ちの整った人物で、親切で寛容な人柄だった。地主として領地の賃借人の福祉に気をかけ、領地の整備にも興味を示した。